# Muzeum Sztuki Bornholmu
Muzeum Sztuki Bornholmu (duń. Bornholms Kunstmuseum) – muzeum sztuki z terenu Bornholmu, m.in. dzieł artystów ze „szkoły bornholmskiej”, znajdujące się w Gudhjem.

## Budynek
Muzeum zostało zbudowane w 1993 i rozbudowane w 2003 roku. Obiekt jest uważany za jeden z najlepszych w nowoczesnej duńskiej architekturze . Otwarcia dokonała królowa Małgorzata II. Koncepcja budynku powstała w pracowni projektowej Johana Fogha i Pera Folnera z Lyngby we współpracy z Cowi Consult A/S – architektów mających doświadczenie w rewaloryzacji zabytkowych obiektów. Miejsce stanowi najpiękniejszy krajobrazowo fragment wybrzeża bornholmskiego – stromy, skalisty klif, w odległości 6 km na północny zachód od Gudhjem, tuż obok Świętych Skał (duń. Helligdomsklipperne). Przez całą długość budynku poprowadzono korytarzem w niewielkim kanale wodę ze Świętego Źródełka (duń.Helligdomskilden), znanego od wieków z tego, że miało moc uzdrawiania i oczyszczania.

## Zbiory
Muzeum posiada eksponaty zarówno sztuki dawnych epok, jak i nowoczesnej oraz wyroby rzemiosła . Znajdują się tu dzieła artystów ze „szkoły bornholmskiej”. Przede wszystkim prace malarzy bornholmskich: Larsa Hansena, Kristiana Zahrtmana, Michaela Anchera, Edwarda Weie, Olafa Rude, Carla-Henniga Pedersena, Else Alfelt, Asgera Jorna i Erica Thommesena. W bocznych, dobudowanych pomieszczeniach zgromadzona jest grafika oraz zbiory sztuki użytkowej, która zaczęła się gwałtownie rozwijać na Bornholmie od lat 60. XX wieku.

## Działalność uzupełniająca
Ważnym elementem Muzeum Sztuki Bornholmu jest dobrze wyposażona sala multimedialna, w której prowadzone są odczyty, kursy i szkolenia oraz projekcje filmów. Muzeum prowadzi także warsztaty ceramiczne, nawiązując do tradycji bornholmskich, o charakterze biennale. Organizowana jest następnie wystawa poplenerowa. Impreza ta zyskuje coraz większą renomę w Europie. Muzeum współpracuje też ze Szkołą Szkła i Ceramiki w Nexø, wystawiając corocznie prace absolwentów.

## Galeria

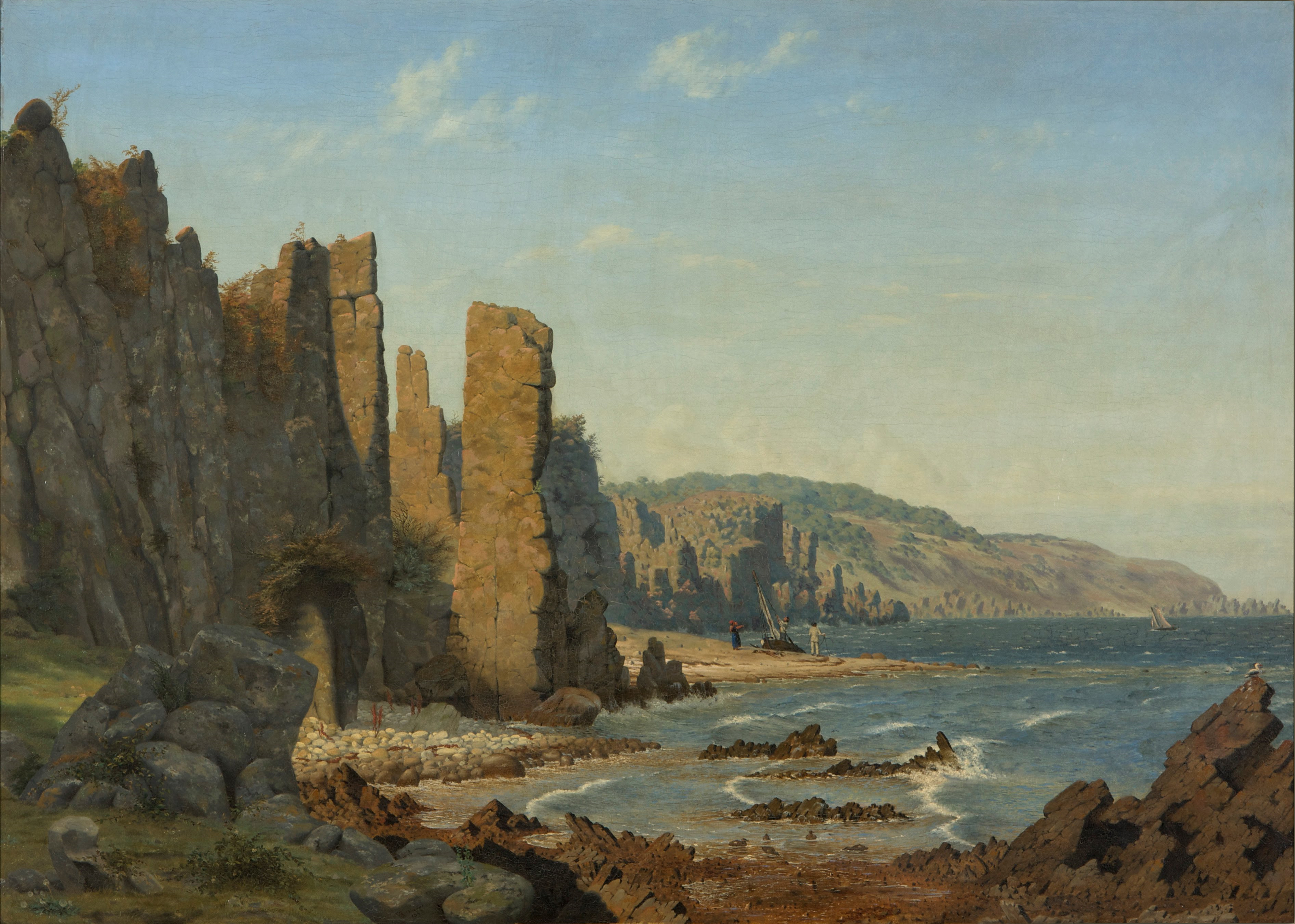
Vilhelm Kyhn, Plaża na Bornholmie w Rø
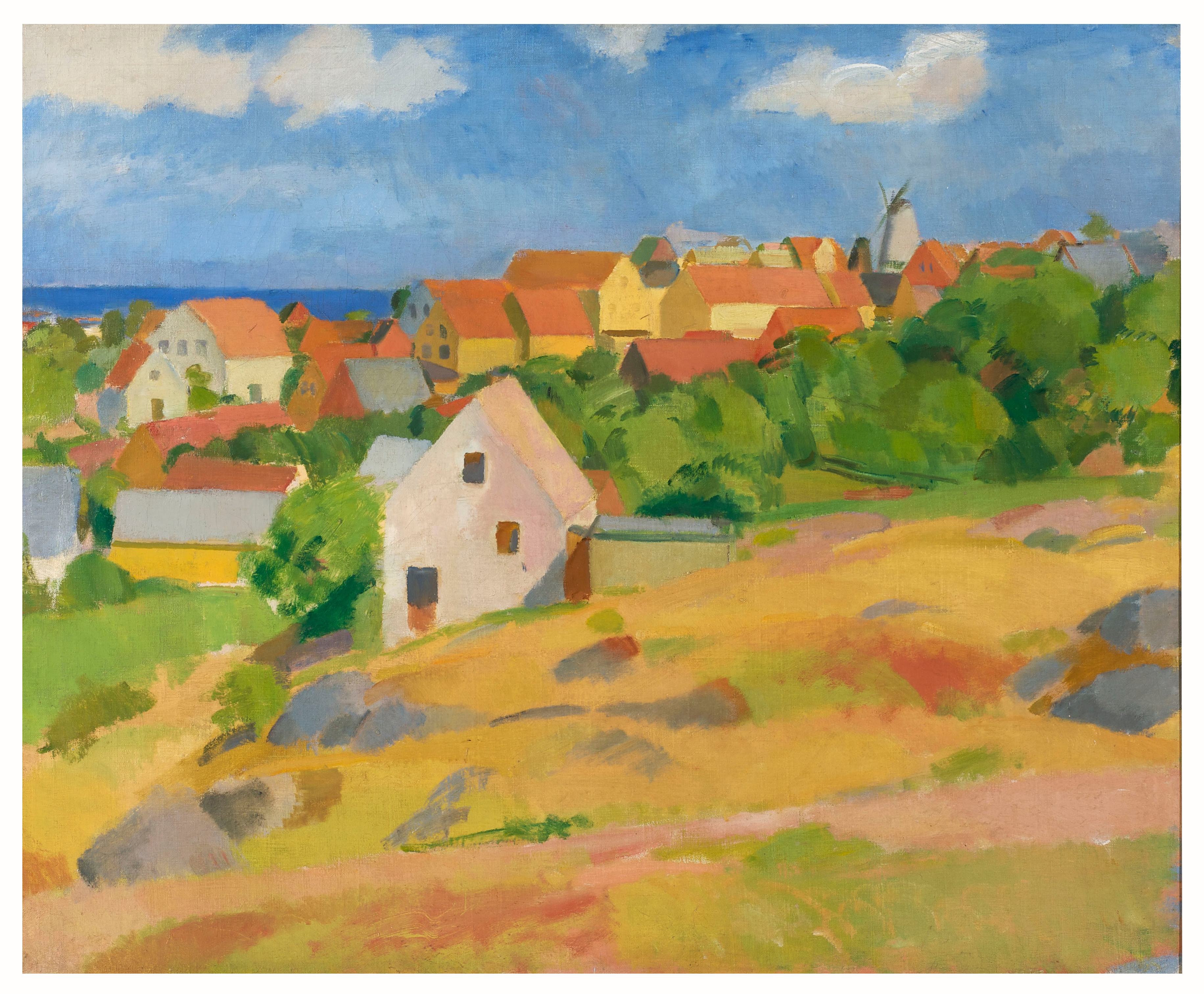
Karl Isakson, Widok Gudhjem
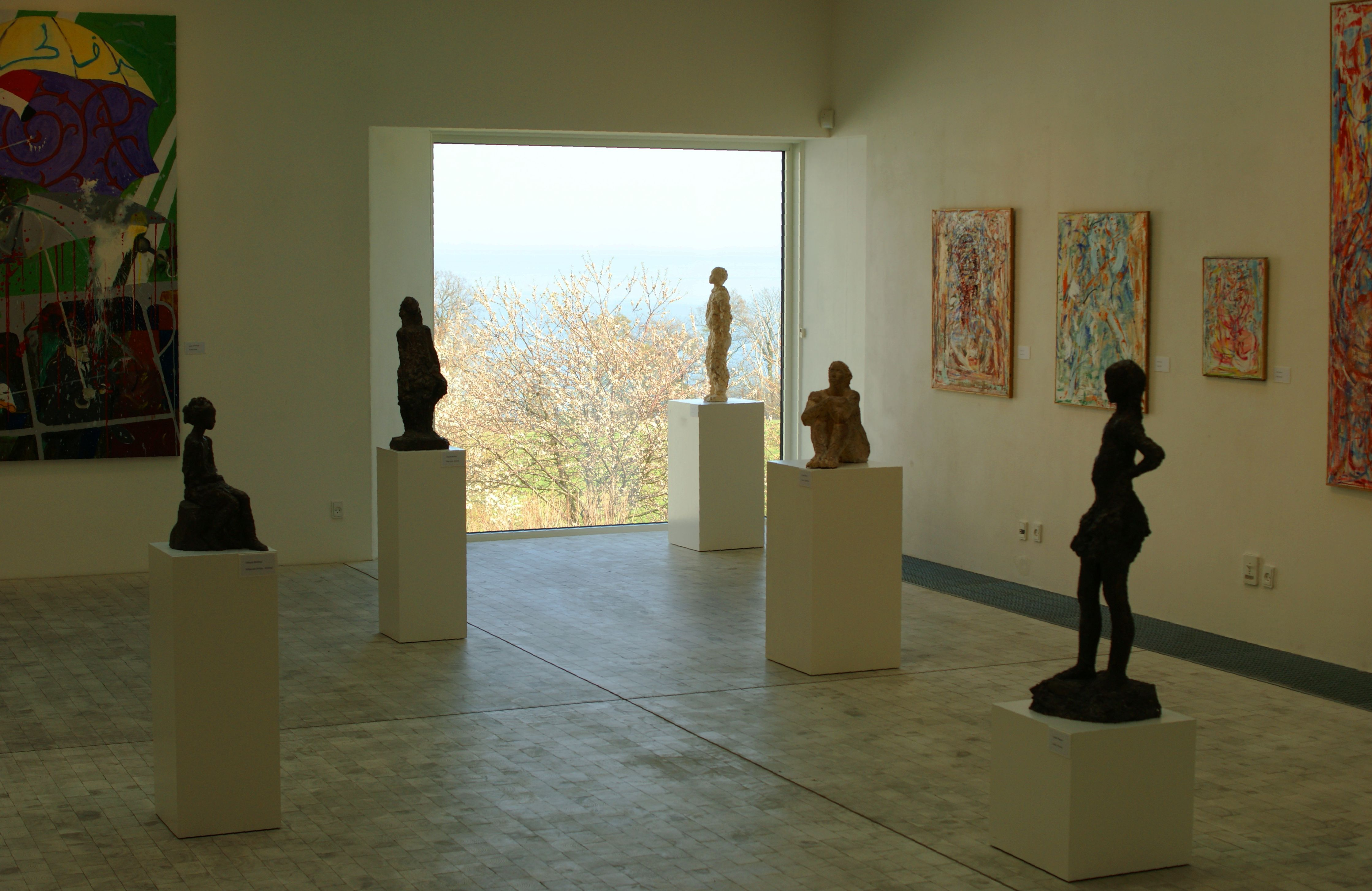
Lisbeth Nielsen, wystawa prac
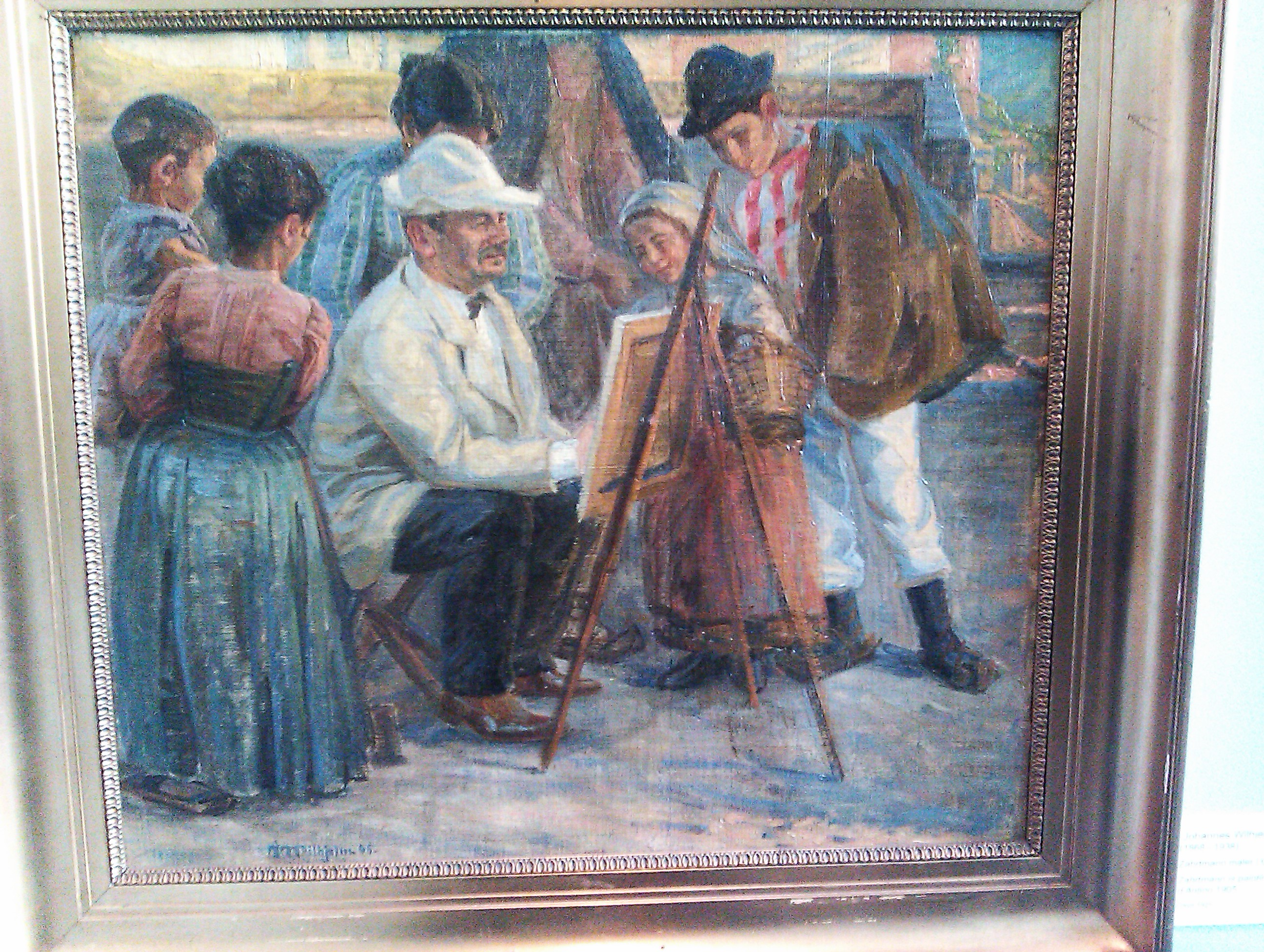
Johannes Vilhjem, Kristian Zahrtmann w Civita d’Antino
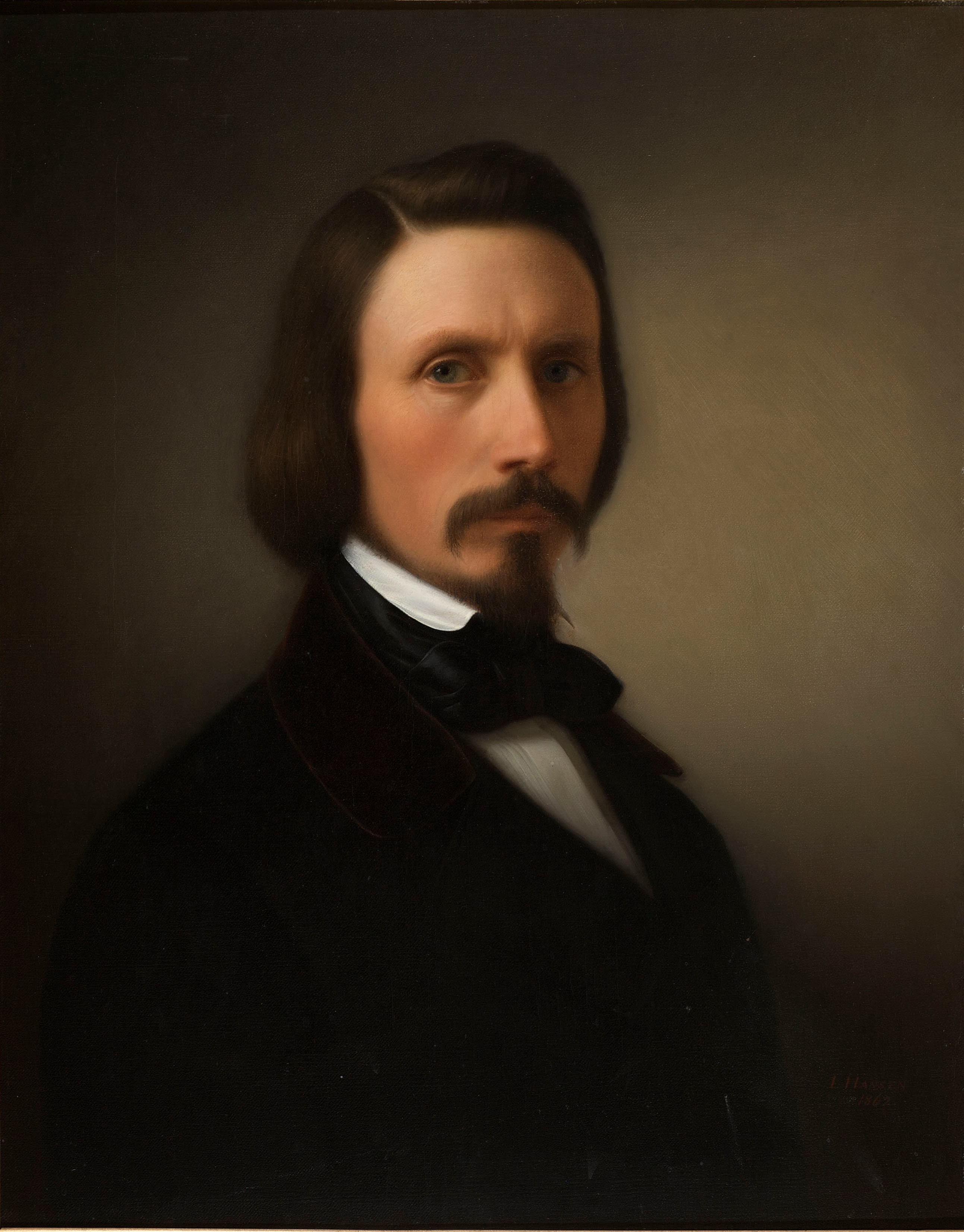
Lars Hansen, Autoportret
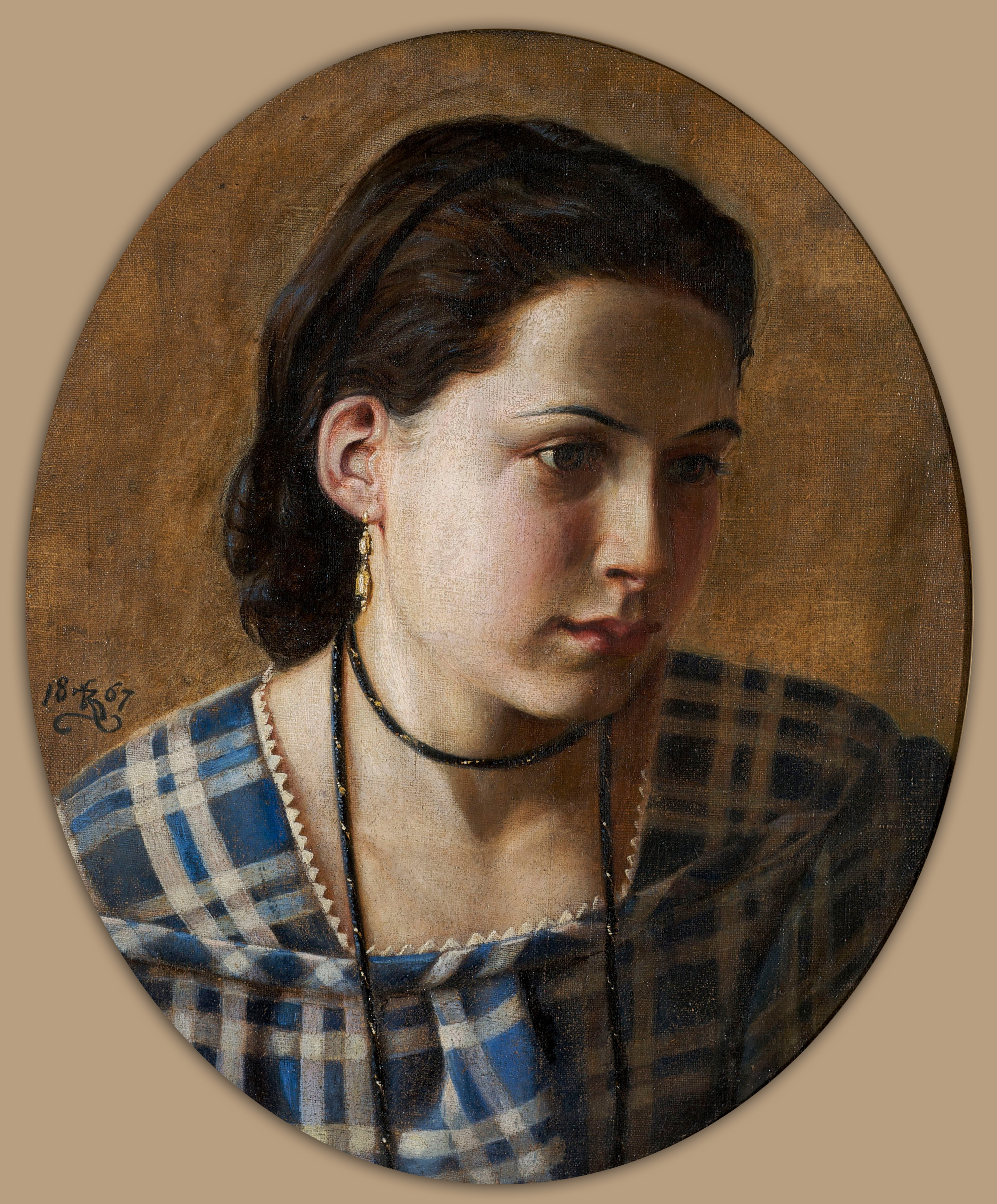
Kristian Zahrtmann, Portret Vilhelmine Erichsen